# 如何向一隻死兔子解釋繪畫
《如何向一隻死兔子解释繪畫》（德語：wie man dem toten Hasen die Bilder erklärt）是德国激浪派艺术家约瑟夫·博伊斯于1965年11月26日在杜塞尔多夫的什美拉画廊所演繹的一齣行为藝術作品個展。虽然这是博伊斯首次在私人画廊举办个展，但已被認爲是他最為著名的行爲藝術作品。

## 表演
表演一开始，博伊斯把画廊個展的门从里面反鎖，把画廊的观众留在外面。因此他们只能透过窗户观察里面的场景。博伊斯的头上涂满了蜂蜜和金箔，开始向一只死兔子解釋繪畫。他对着正摟在手上的死物低声呢喃，並在走廊中漫步，从一件作品到另一件作品前。偶尔他会停下来，然後回到画廊的中心；踩着一棵躺在地上枯死的杉树。 三个小时后，圍觀著的公众被允許进入房间。而博伊斯則坐在入口区的凳子上，摟著野兔，背对着围观者。

## 藝術解釋
据博伊斯所言，此次演繹是他試圖发展“對艺术的广泛定义”的最高潮，而这种發展早在他1950年代的作品中便开始了。他用一种对观众来说实际上是沉默的行动来庆祝“解释艺术”的仪式。在这场演繹中，思想、言语和形式之间的关系與融合也是博伊斯的特点。在他於1985年的最后一次公開演讲《谈到德国》（德语：Sprechen über Deutschland，1985）中，他强调自己在那次演繹的本质上是一个言语的人。在另一次演講中，他將這種本質引為：“...在我（那次表演的）言語时，我试图引导这欲念的冲动，我使它流向一种...更充分的描述性语言，也就是正進行中的精神感知。”而在《如何向一隻死兔子解釋繪畫》中，這種语言和思想的融合起到了帶有意味深长的效果。
兔子在许多宗教中，具有广泛的、古老的，具有象征意义的一種动物，如在希腊神话中，它与爱神阿佛洛狄忒有关；对罗马人和日耳曼部落来说，它是强有生育力的象征；而在基督教中，它則与复活有关。博伊斯在表演时戴的 "金箔面具 "也衍生了這樣的解释，如：黄金象征着太阳的力量、智慧和纯洁，而蜂蜜则是日耳曼文化中是重生的象征。

然而博伊斯或許並不想作品被這樣分析，他承認這件作品是想提醒人類的局限性：
对我来说，那野兔是某種象征的化身，因爲野兔...真正地做到了那些人类只能在想象中才能做到的事情。比如它可以钻进土里，並在土里建造自己的窩。它可以因此将自己化身于大地：而因这的象徵才是最重要的。至於我头上的蜂蜜確實与思想有关。人类虽然没有自行產生蜂蜜的能力，但却有思考、产生思想的能力。因思想的陈旧和病态再次被赋予了思想生命力。而蜂蜜无疑是一种有生命的物质...即人的思想也可以变得有生命。在另一方面，吸取過多的“知識”对個人的思想也是致命的：比如在政界或学术界，他們隨時可以把自己的“思想”说得天花乱坠。
这些材料和行为对博伊斯来说具有特定的象征价值。例如，蜂蜜是蜜蜂的产物，而蜜蜂对博伊斯来说，代表了一个温暖和兄弟情谊的理想社会；黄金在炼金术中具有重要意义，而铁作为火星的金属，代表了力量和连接的阳性原则。博伊斯与野兔坐在一起的照片有被觀衆所拍攝到，而這照片被一些评论家称为 "20世纪的新蒙娜丽莎"，儘管博伊斯并不同意这种说法。 
博伊斯的本次藝術演繹被譽爲被认为是二十世紀最重要的行爲藝術作品之一，2005年玛丽娜·阿布拉莫维奇在纽约所罗门·R·古根海姆博物馆進行二次创作，隨後成爲了她的行爲藝術作品系列《七件易》的一部分。